# Jawas
Jawas (ros. Явас, moksza Яваз) – osiedle typu miejskiego w środkowej Rosji, na terenie wchodzącej w skład tego kraju Republiki Mordowii, w rejonie zubowopolańskim, we wschodniej Europie.
Miejscowość liczy 7848 mieszkańców (1 stycznia 2005 r.).